# Соломова, Ольга Иосифовна
О́льга Ио́сифовна Со́ломова (бел. Вольга Іосіфаўна Соламава; 29 мая 1920, дер. Лаша, Гродненский повет, Белостокского воеводства — 2 февраля 1944, дер. Жорновка, ныне Гродненская область, Беларусь) — организатор партизанского подполья в Белостокской области во время Великой Отечественной войны.
В годы войны — секретарь Гродненского подпольного комитета комсомола. Создавала подпольные комсомольские группы, держала связь с партизанами, вела работу среди населения.

## Биография
2 февраля 1944 года, будучи с членом Гродненского райкома ВКП(б) Василием Бибичем на встрече с крестьянами в деревне Жорновка, была окружена гестаповцами. В бою погиб В. Бибич. О. Соломова была ранена и, не желая сдаваться врагу, застрелилась.
Ольга Соломова похоронена в братской могиле в Гродно.

Братская могила в Гродно и плита с именем Соломовой
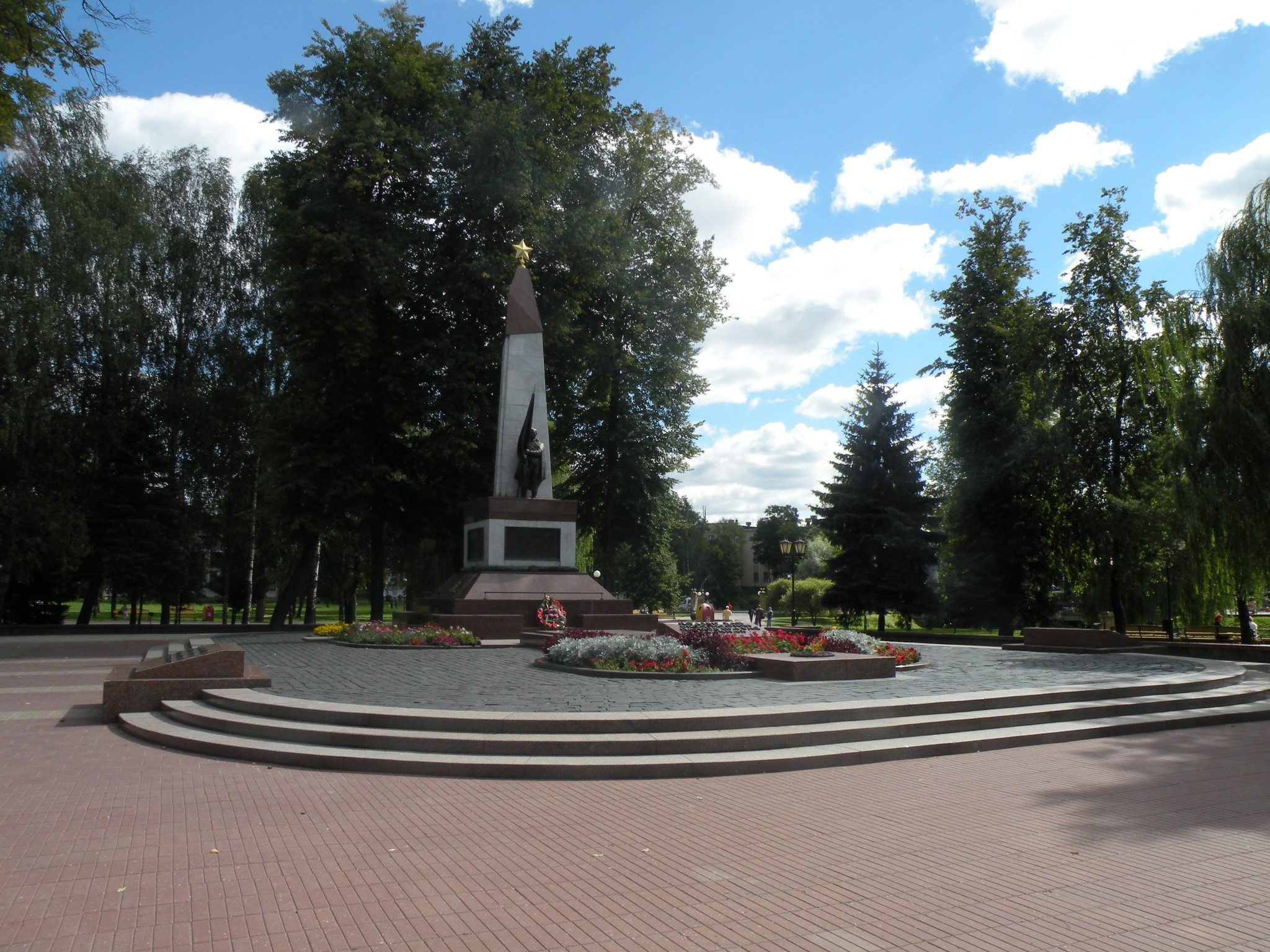
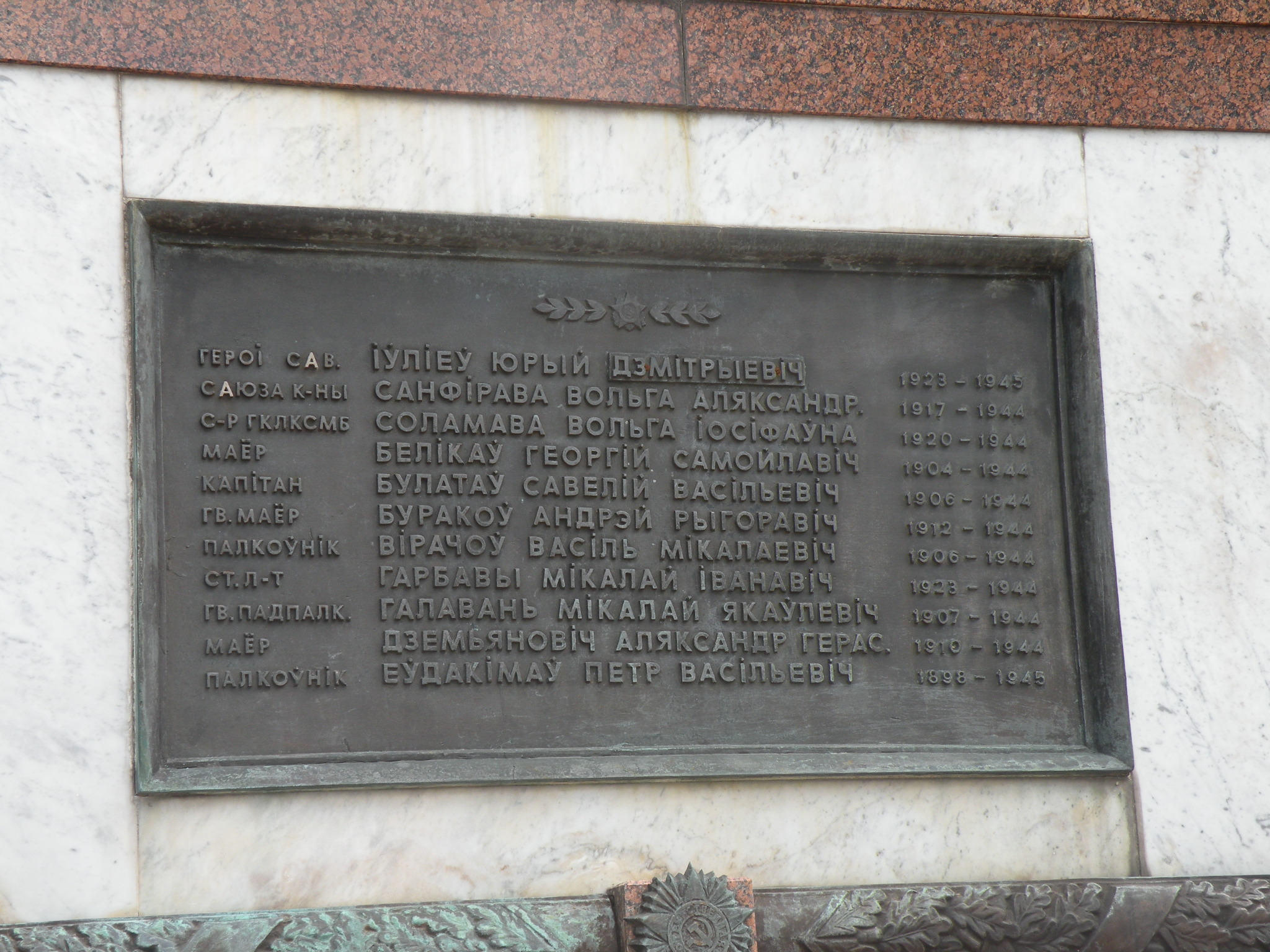

## Память
- На родине О. И. Соломовой и на месте её гибели установлены памятники[2].
- Именем О. И. Соломовой названы улицы в Гродно, в Большой Берестовице, в Скиделе
- 1 июля 1964 года ей было присвоено звание Почётного гражданина города Гродно[3].
- В 1966 году имя Ольги Соломовой было присвоено прогулочному теплоходу класса "Москвич" (ПТ-0171), ходящему по реке Неман[4].
- С 1984 года в Гродно проводятся Международные соревнования по плаванию памяти Ольги Соломовой[5].
- 21 июня 2014 года в Гродно проведено мероприятие в рамках цикла "Акция "Память", посвящёное Ольге Соломовой
- Имя О. И. Соломовой присвоено гимназии № 3 города Гродно[6]